# Castelul Malbork
Castelul Ordinului Teutonic din Malbork (în poloneză Zamek w Malborku, în germană Ordensburg Marienburg) este cel mai mare castel din lume după suprafață, și una din cele mai mari construcții de cărămidă din Europa. A fost construit în Prusia de Ordinul Cavalerilor Teutoni, în forma tipică a cetăților cruciate teutone (Ordensburg). Teutonii l-au numit Marienburg („Cetatea Mariei”), la fel ca fosta lor cetate de la Feldioara, județul Brașov, sud-estul Transilvaniei, România. Orașul care s-a dezvoltat în jurul castelului a fost de asemenea denumit Marienburg (în prezent Malbork, din Voievodatul Pomerania, Polonia).
Castelul este un exemplu unic de fortăreață medievală și, la terminarea sa în 1406, a fost cea mai mare cetate de cărămidă din lume. UNESCO a desemnat în decembrie 1997 „Castelul Ordinului Teutonic din Malbork” și Muzeul Castelului Malbork ca făcând parte din Patrimoniul Mondial UNESCO. Este situat pe malul râului Nogat, la circa 40 km de coasta Mării Baltice, în apropierea orașului Gdańsk.

## Istoria Castelului Malbork

### Origini
Castelul a fost construit de Ordinul Teuton, după cucerirea Vechii Prusii. Scopul acestuia a fost de a întări controlul regiunii de către Cavalerii Teutoni, după ce în 1274 ordinul a trebuit să înăbușe Marea Răscoală Prusiană a triburilor baltice.
Nu s-au păstrat documente privind construcția Castelului Malbork, astfel istoria acestuia s-a aflat prin studiu arhitectural și pe baza arhivelor administrative ale ordinului din acea perioadă. Lucrările de construcție au durat până în jurul anului 1300, sub patronajul comandantului Heinrich von Wilnowe.
Castelul este localizat pe malul de sud-est a râului Nogat. A fost denumit Marienburg după Sfânta Maria, patroana ordinului. Ordinul fusese creat în Acra (pe teritoriul Israelului). Când ultima fortăreață a cruciaților a căzut în fața musulmanilor, ordinul și-a mutat sediul la Veneția, înainte de a ajunge în Polonia.
Malbork a devenit și mai important după ce Cavalerii Teutoni au cucerit Gdansk (Danzig) si Pomerania în 1308. Centrul administrativ al Ordinului a fost mutat la Malbork din Elblag (Elbing). Marele Maestru al Cavalerilor Teutoni, Siegfried von Feuchtwangen, care a venit la Malbork din Veneția, a preluat următoarea fază de construire a castelului. În 1309, în ajunul suprimării Cavalerilor Templieri de regele Filip cel Frumos și a cuceririi de către teutoni a Danzigului, Feuchtwangen și-a mutat sediul spre partea prusiană a statului monastic creat de ordin. El a ales Marieburgul ca fiind comod plasat pe râul Nogat, în delta Vistulei. Ca și majoritatea orașelor acelor vremuri, noul sediu era dependent de apă pentru transport.
Castelul a fost de câteva ori extins, pentru a permite acomodarea numărului crescând de cavaleri. În curând devine cea mai mare fortificație gotică din Europa, extinzându-se pe o suprafață de 21 ha. Castelul are câteva subdiviziuni și numeroase linii de ziduri defensive. Acesta constă din 3 castele separate: castelul de sus, de mijloc și de jos, separate de diverse șanțuri și turnuri. Castelul adăpostea la un moment dat 3.000 de cavaleri. Zidurile castelului exterior mărginesc o suprafață de 21 hectare, de 4 ori mai mare decât zona încadrată de către Castelul Windsor. Suprafața desemnată ca Patrimoniu Mondial UNESCO este de 18,038 ha.
Poziția favorabilă a castelului pe râul Nogat, oferea un acces facil pentru barjele și corabiile de comerț care veneau de pe Vistula și din Marea Baltică. În timpul guvernării Cavalerilor Teutoni, aceștia percepeau taxe de la corăbiile ce traversau râul, cum făceau și alte castele situate de-a lungul râurilor. De asemenea, Teutonii dețineau un monopol asupra comerțului cu chihlinbar. Când orașul a devenit membru a Ligii Hanseatice, multe din întâlnirile acesteia au avut loc aici.
În vara anului 1410 castelul a fost asediat după ce ordinul a fost înfrânt de armatele lui Vladislav II Iagello și a lui Vitold la bătălia de la Grunwald. Heinrich von Plauen a condus cu succes operațiunile de defensivă în timpul Asediului Marienburgului (1410).
În 1456, în timpul Războiului de 13 ani, ordinul, care s-a opus să mărească taxele pentru a plăti rascumpăririle pentru proprii mercenari capturați de către Regatul Poloniei, nu a mai putut să se descurce financiar. În acest timp, generalul polon Stibor de Poniec of Ostoja, a strâns fonduri din Danzig pentru o nouă campanie împotriva ordinului. Aflând despre faptul că ordinul nu-și plătea mercenarii din Boemia, Stibor i-a convins pe aceștia să plece. El i-a despăgubit cu o o parte din banii colectați din Danzig. Odată cu plecarea mercenarilor, regele Cazimir al IV-lea Iagello a intrat triumfal în castel în 1457 și, în luna mai, a acordat Danzig-ului anumite privilegii pentru ajutorul acordat și implicarea acestuia în cadrul Războiului de 13 ani (1454-1466), la fel și pentru fondurile colectate pentru mercenarii care au plecat. Primarul orașului din jurul castelului, Barholomäus Blume, a rezistat forțelor polone pentru încă 3 ani, dar până la urmă a fost capturat și spânzurat în 1460. Un monument dedicat lui Blume a fost inaugurat în 1864.

### Reședință a regilor poloni
În 1466, atât castelul, cât și orașul au devenit parte componentă a Prusiei Regale, o provincie a Poloniei. Acesta a servit ca una din reședințele regale polone, îndeplinind această funcție până la Partajarea Poloniei din 1772. În această perioadă, Castelul Înalt a servit ca depozit de provizii a castelului, pe cand Marea Sală de Mese a servit ca loc de organizare a balurilor, festivităților și a altor evenimente regale.
În timpul Războiului de 30 de ani, în 1626 și 1629, forțele suedeze au ocupat castelul. Aceștia din urmă l-au invadat și ocupat iarăși în 1656 și 1660 în timpul ”Potopului”.

### După împărțirea Poloniei
După ce Prusia și Imperiul Rus au făcut Prima împărțire a Poloniei în 1772, orașul a devenit o parte componentă a Regatului Prusiei, fiind incorporat în provincia Prusia de Vest. În acea perioadă, oficialii au ignorat castelul, folosindu-l ca un azil pentru săraci și ca barăci pentru armata prusacă. În 1791, David Gilly, un arhitect prusac și șeful Oberbaudepartment, a făcut un studiu structural al castelului, pentru a decide soarta ulterioara a acestuia sau dacă va fi sau nu supus demolării. Fiul lui Gilly, Friedrich Gilly, a realizat câteva gravuri a castelului și a arhitecturii sale, pe care le-a expus la Berlin și care au fost publicate mai apoi de către Friedrich Frick, din 1799 până în 1803. Aceste gravuri au dus la „redescoperirea” de către publicul prusiac a castelului și a istoriei Cavalerilor Teutoni.
Johan Dominicus Fiorillo a publicat o altă ediție a gravurilor pe 12 februarie 1803, de asemenea dorind să încurajeze interesul public. Max von Schenkendor a criticat însă desfigurarea castelului.
În timpul lui Napoleon, castelul a servit ca spital și arsenal. După Războiul celei de-a Șasea Coaliții, castelul a devenit un simbol al istoriei Prusiei și a conștiinței naționale. În 1816, a fost inițiată restaurarea castelului, de către Theodor von Schön, Oberpräsident-ul Prusiei de vest. Reconstrucția s-a realizat pe etape, până la izbucnirea celui de-al Doilea Război Mondial.
O dată cu venirea lui Adolf Hitler la putere în anii '30, naziștii au folosit castelul ca o destinație pentru pelerinajele anuale a Tineretului Hitlerist și a Ligii Fetelor Germane. Castelul teutonic din Marienburg a servit și ca schiță pentru Castelele Ordinului celui de-al Treilea Reich, construite în timpul conducerii lui Hitler. În 1945, în timpul luptelor duse în zonă, mai mult de jumătate din castel a fost distrus.

### După cel de-al Doilea Război Mondial
După încheierea războiului, orașul Marienburg (Malbork) și castelul au devenit o parte componentă a Poloniei. Castelul a fost reconstruit în marea lui parte, restaurările fiind începute în 1962, după ce în 1959, un incendiu a cauzat distrugeri extinse. Catedrala principală a castelului, restaurată  dinaintea celui de-al Doilea Război Mondial, și distrusă mai apoi în lupte, este încă în ruină. Cu toate acestea, castelul este minunat restaurat. Labirintul de încăperi, scări, turnuri și săli include o vastă colecție de armuri, piese de mobilieri, picturi și ambră.

## Galerie

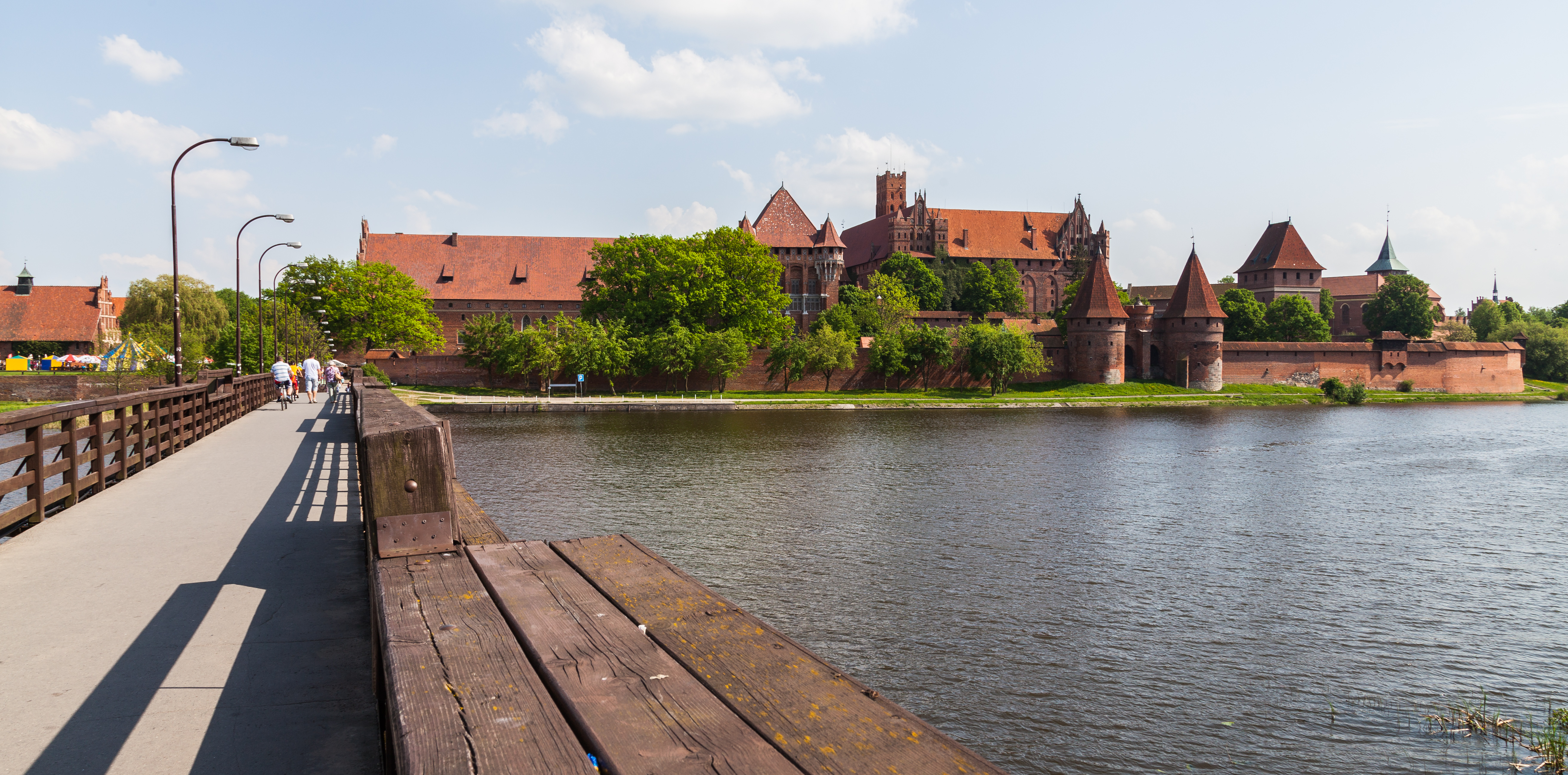
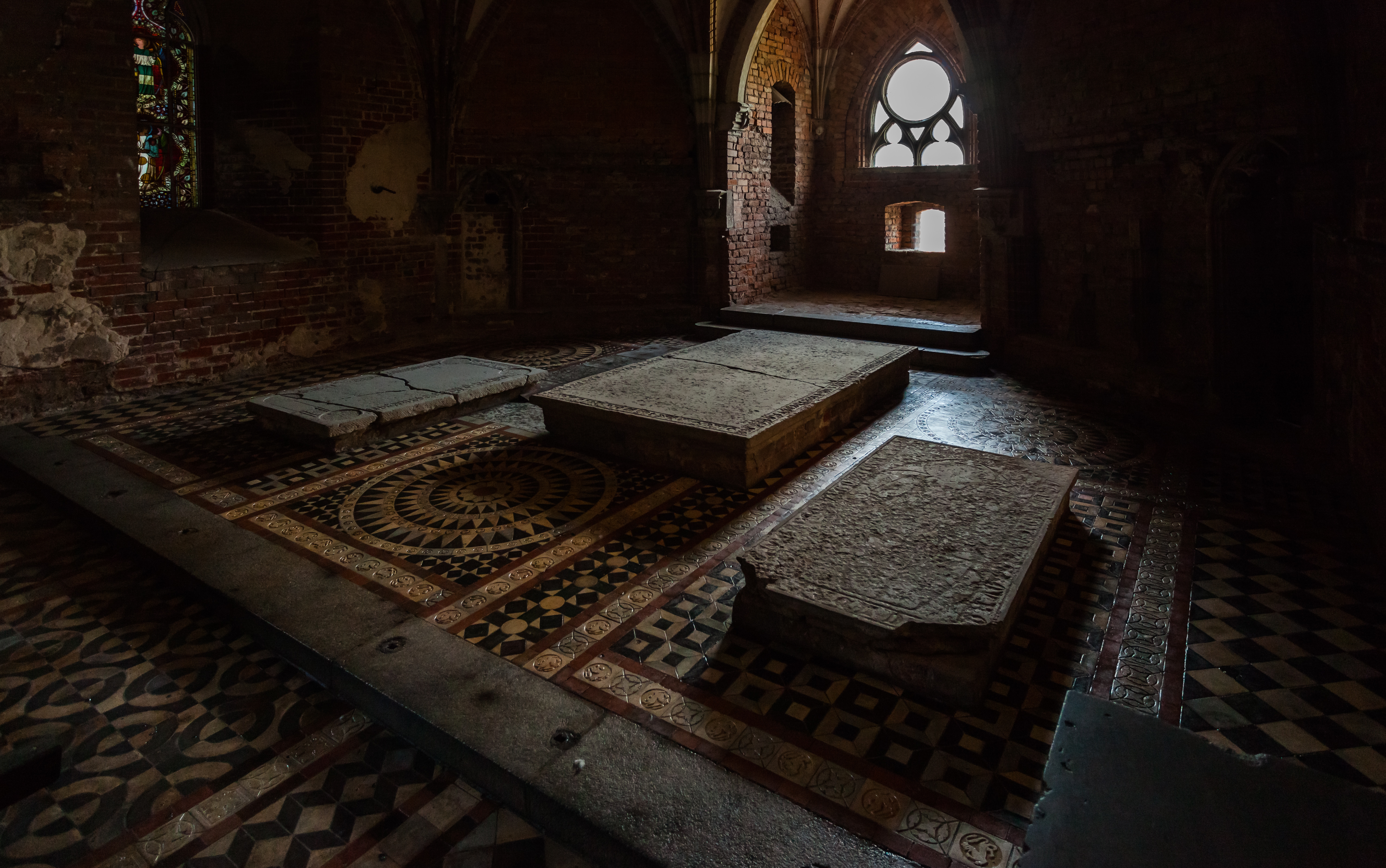
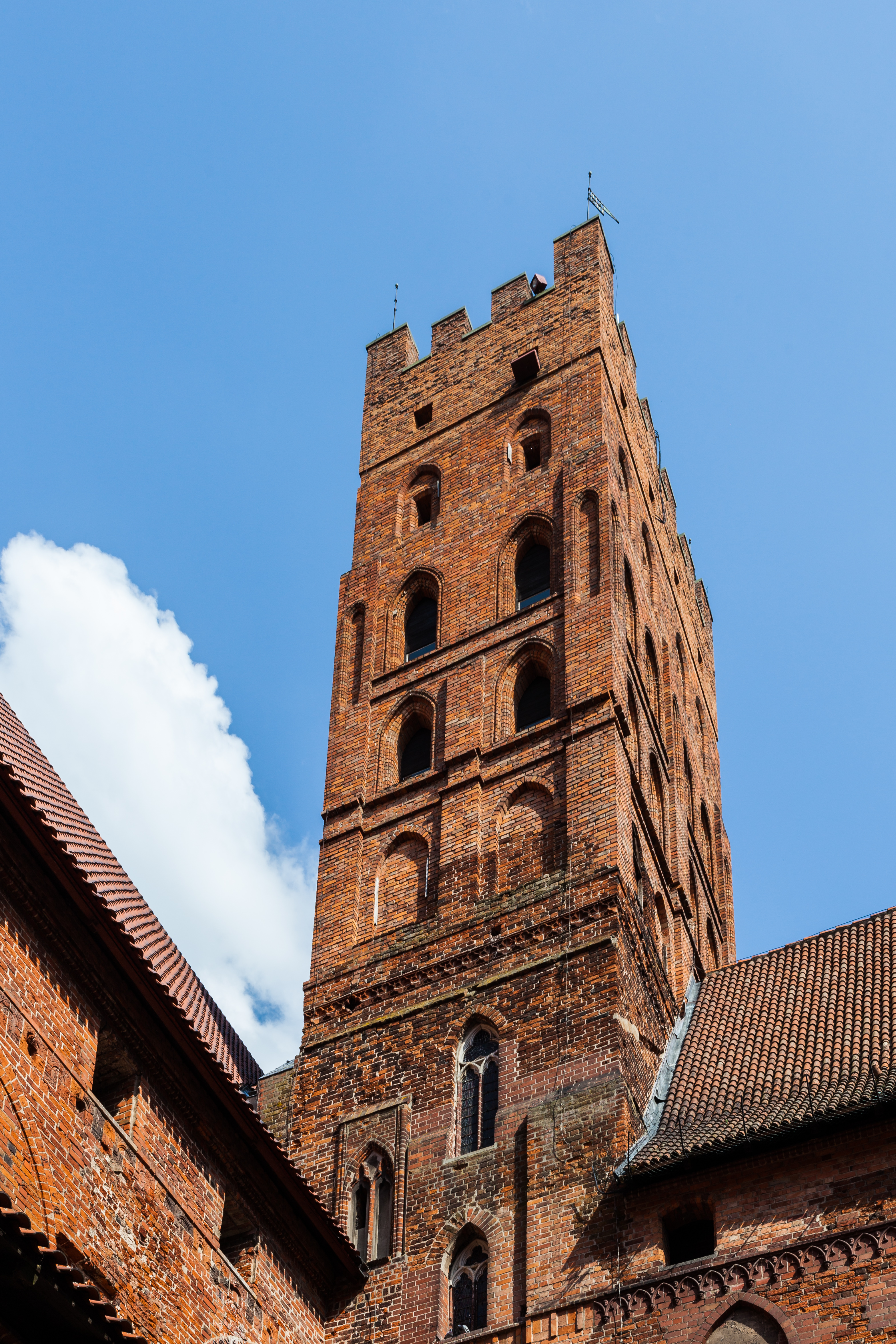
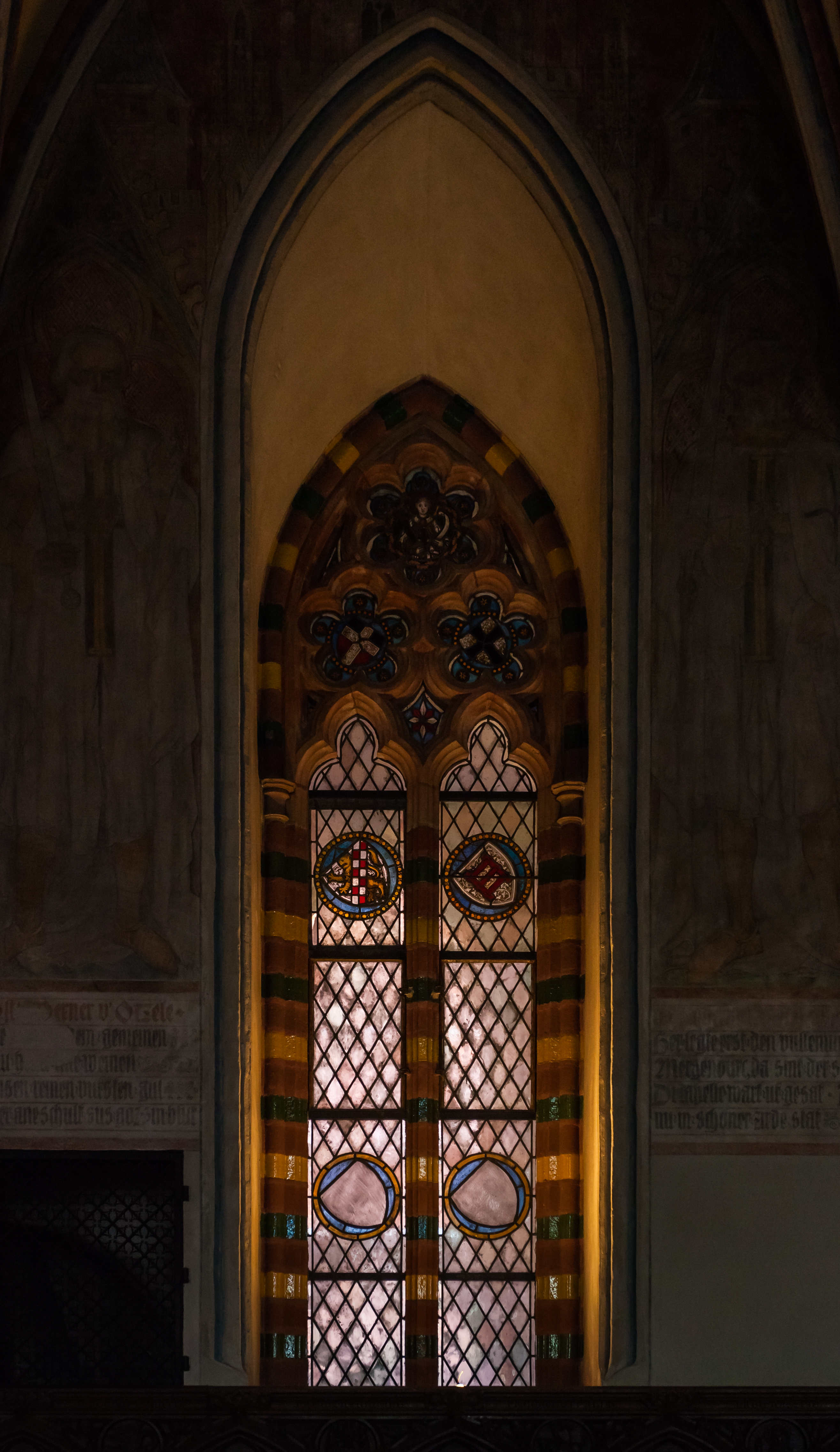
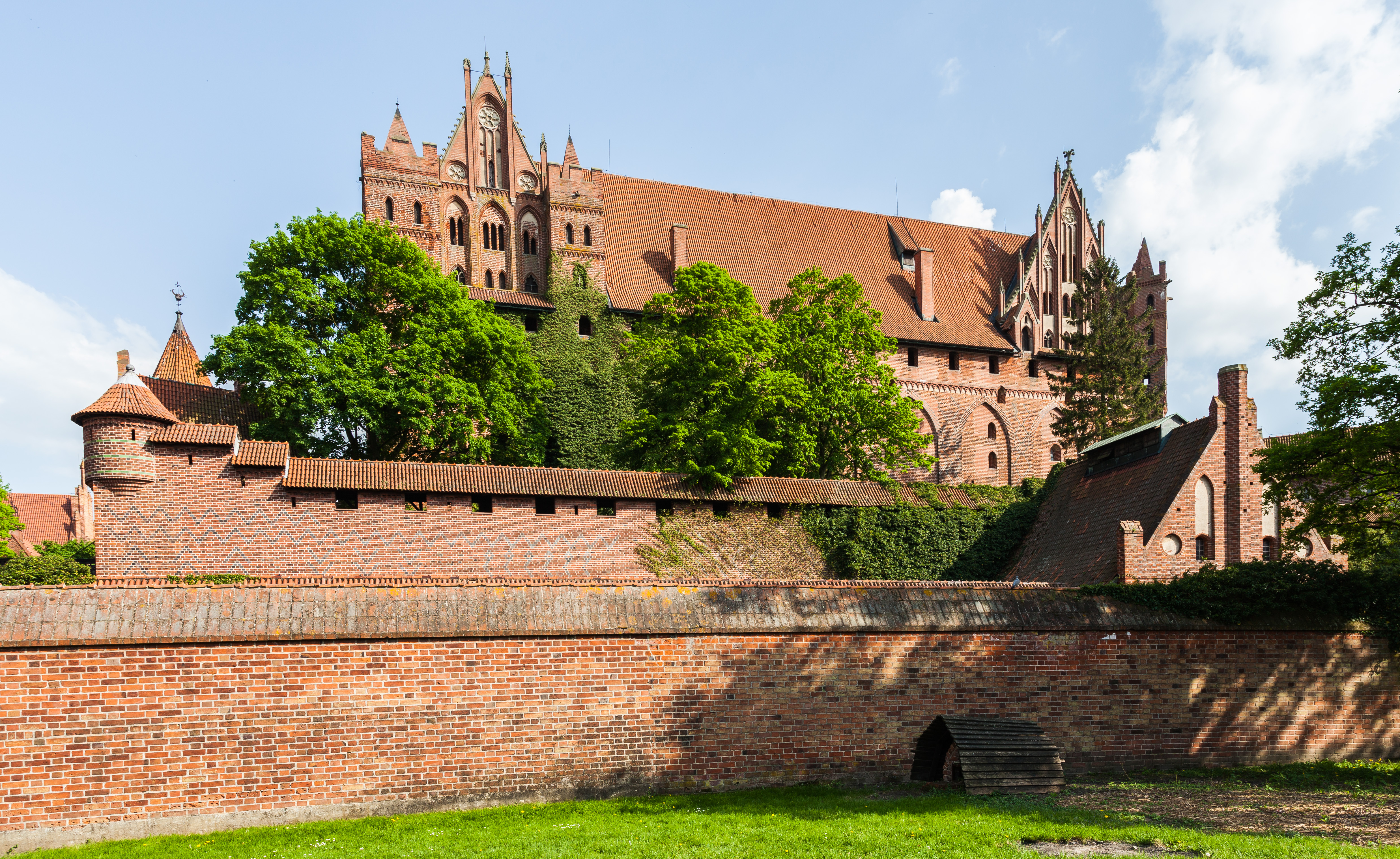
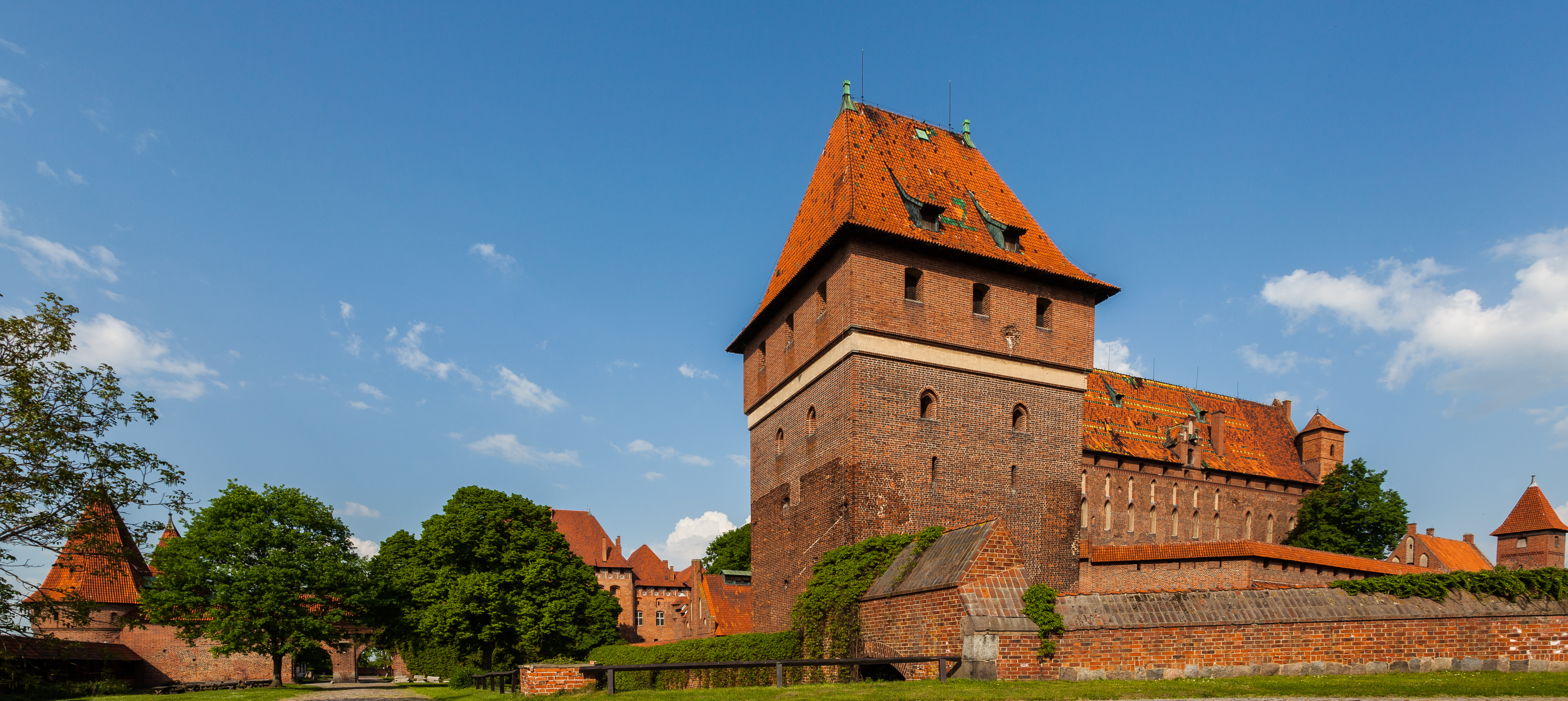
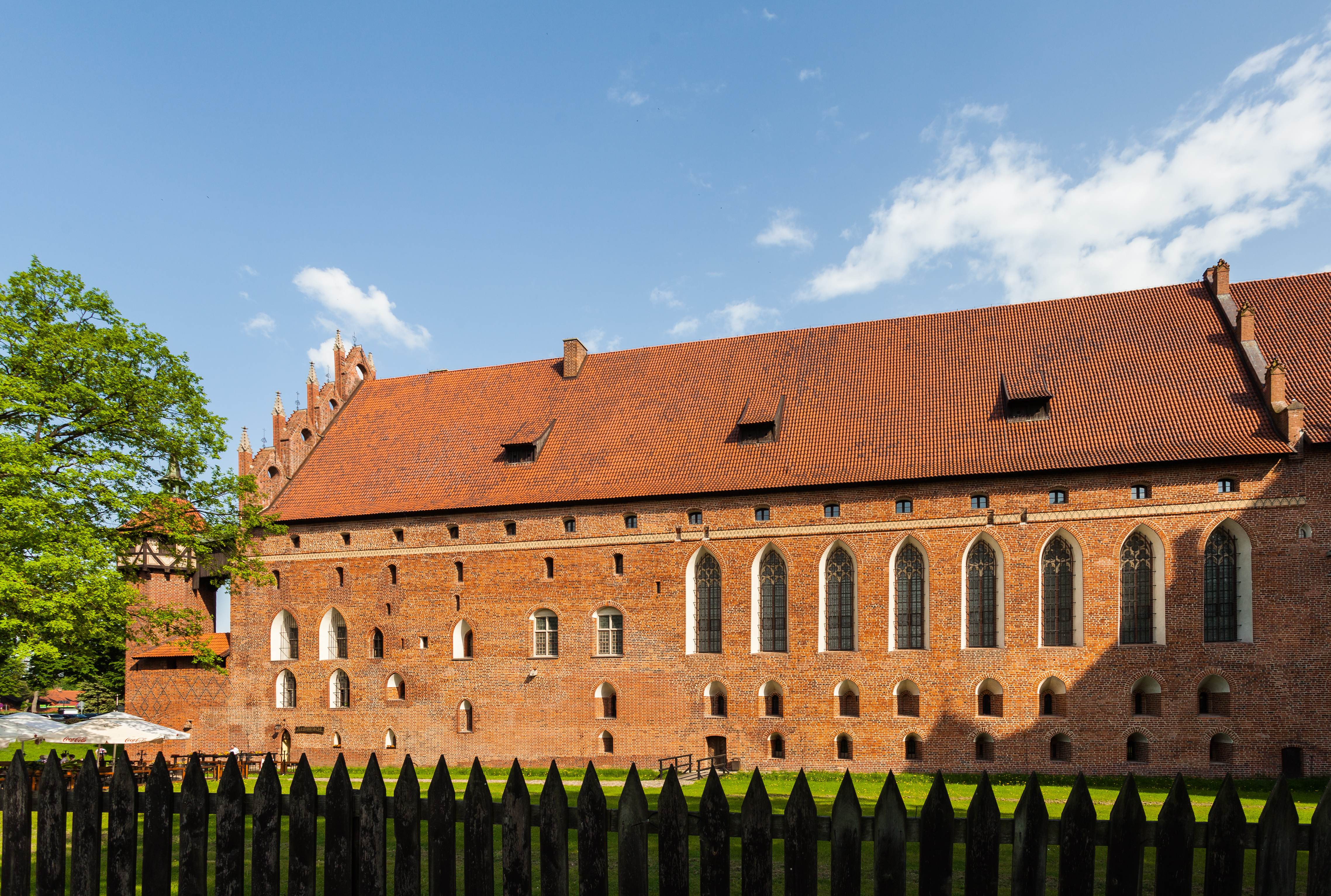
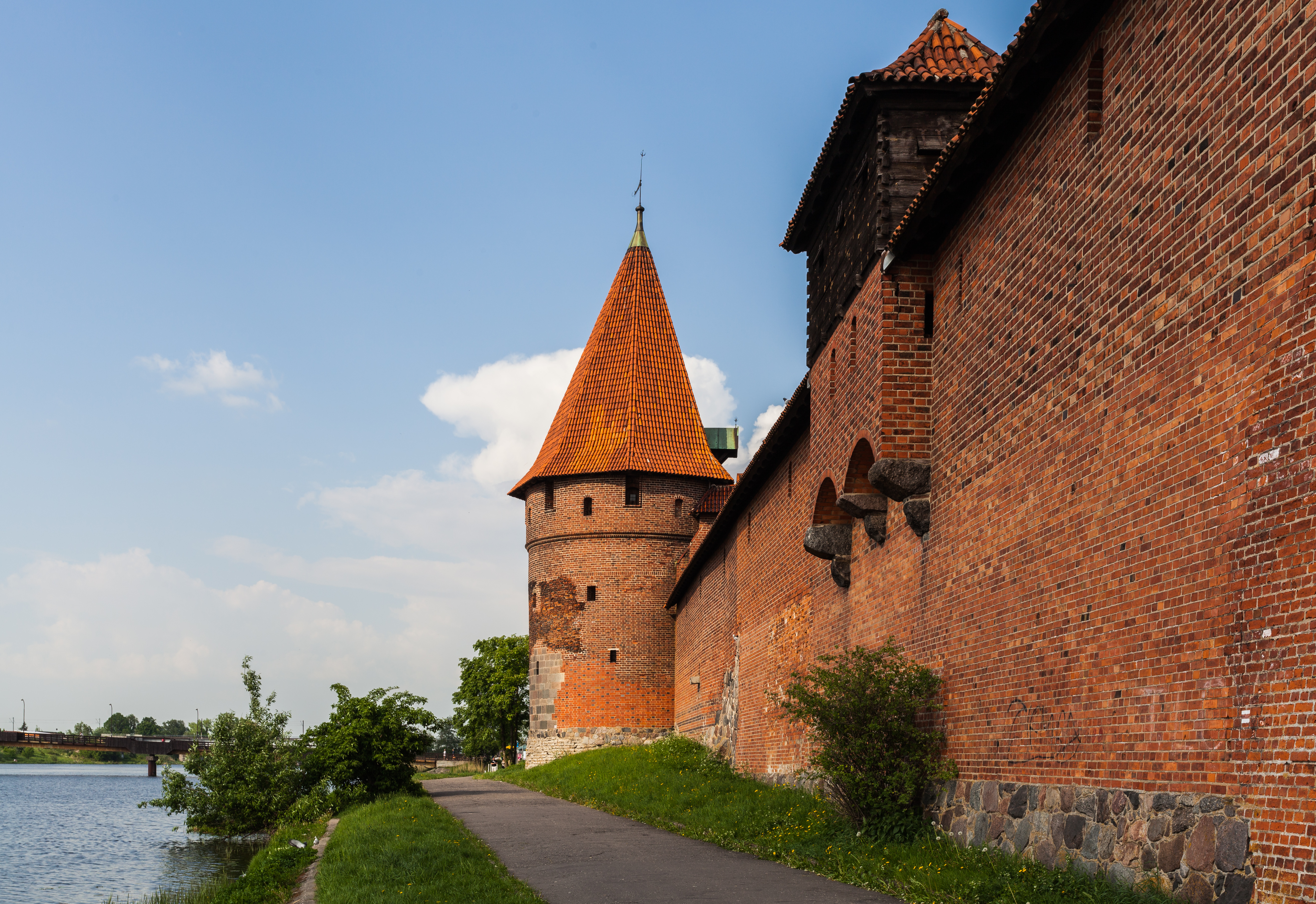
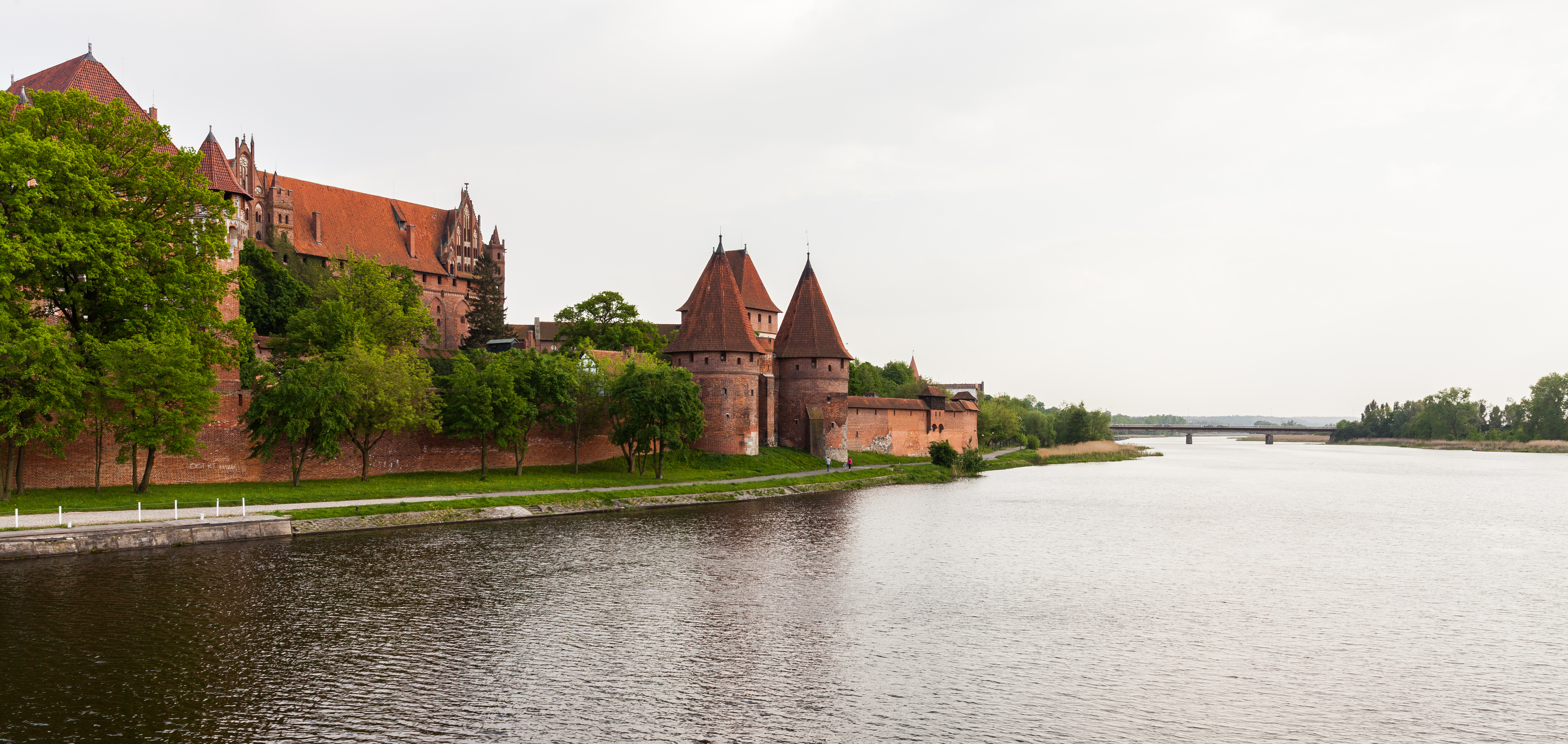